# Relações entre Argentina e Paquistão
As relações entre Argentina e Paquistão são as relações exteriores entre Argentina e Paquistão. A relação tem crescido recentemente com importantes vínculos comerciais de desenvolvimento junto com outras comunicações entre os dois governos. O Paquistão tem uma embaixada na capital argentina, Buenos Aires, assim como a embaixada argentina em Islamabad.

## História
Paquistão e Argentina estabeleceram formalmente as relações em outubro de 1951, durante o governo de Juan Domingo Perón. O primeiro acordo significativo foi assinado em maio de 1983. Desde então, foram realizadas visitas de alto nível nos dois países e as relações parecem estar crescendo pouco a pouco na cordial relação vista hoje. Com acordos, pelo menos em princípio, para continuar as discussões em áreas de interesse mútuo, como seus respectivos sistemas econômicos e políticos.
O comércio bilateral entre Argentina e Paquistão se intensificou nos anos 90, após o aumento progressivo das exportações argentinas iniciado em 1992 (com exceção de 1994), e o saldo começou a aumentar até atingir um máximo em 1998 de 117,49 milhões de dólares.
Em 19 de julho de 2002, Argentina e Paquistão assinaram um acordo oficial sobre comércio e cooperação bilateral, que conferia às suas relações o status de "nação mais favorável", de acordo com os regulamentos da Organização Mundial do Comércio.
Em março de 2012, o Governo da Argentina enfatizou a importância das relações bilaterais com o Paquistão, convidando a Embaixadora do Paquistão Naela Chohan como a principal convidada de uma cerimônia em Buenos Aires em comemoração aos 60 anos de amizade entre o Paquistão e a Argentina. Nesse mesmo ano, a inauguração da Praça do Paquistão foi planejada entre o Dia da Independência do Paquistão em 14 de agosto e o Dia da Independência da Argentina em 9 de julho. Foi também para comemorar o 60º aniversário do estabelecimento de relações diplomáticas entre os dois países amigos.
O comércio bilateral entre Argentina e Paquistão, que em 2008 atingiu seu nível mais alto (206 milhões de dólares), em meados de 2007, o Ministério das Relações Exteriores da Argentina organizou uma missão comercial multissetorial ao Paquistão, com sede em Karachi, a maior cidade comercial daquele país, de mais de 15 milhões de habitantes e onde os empresários argentinos mantiveram mais de 200 rodadas de negócios com seus colegas.  Entre outros resultados, o Laboratório ASPEN (produtos oncológicos e oftalmológicos) fechou um contrato de representação de cinco anos, e o laboratório OMEGA SA (produtos ginecológicos) fechou um contrato exclusivo para a venda de seus produtos naquele mercado. Em novembro de 2015, a República Argentina foi distinguida pela República Islâmica do Paquistão em virtude da a ajuda humanitária fornecida por esse país, através da Comissão de Capacetes Brancos, que incluía 30 caixas de comprimidos para purificar um total de 6.000.000 de litros de água, a serem distribuídos entre várias agências humanitárias por meio da representação argentina.

## Visitas de estado
O presidente do Paquistão, Pervez Musharraf, visitou a Argentina em 2004 como parte de uma visita a três países da América Latina para impulsionar as relações diplomáticas e políticas entre Paquistão e a região em seu conjunto e a Argentina especificamente.
Musharraf também manteve reuniões com o presidente argentino e, em um discurso perante o Conselho Argentino de Relações Internacionais, aludiu a uma maior cooperação em questões de interesse mútuo na ONU e ao fortalecimento dos laços econômicos e políticos entre as nações.